# جایزه نیکا

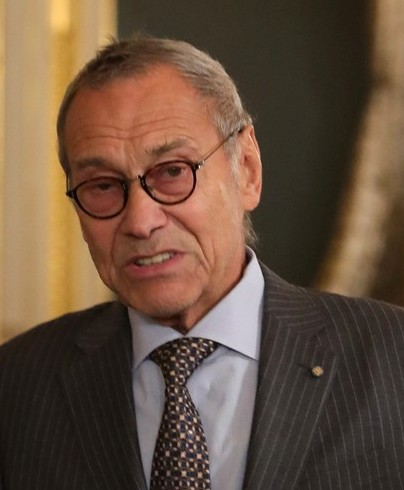
Andrei Konchalovsky

جایزه نیکا (روسی: Кинопремия «Ника») نام جایزهٔ اصلی فیلم در سینمای روسیه است که هرسال توسط «آکادمی علوم و هنرهای نمایشی روسیه» در مسکو اهدا می‌شود. این جایزه نخستین بار در سال ۱۹۸۷ میلادی به همتِ «یولی گوسمن» و با الگوبرداری از جایزه اسکار برپا شد.
جایزهٔ نیکا، نام خود را از «نیکه» (الههٔ اساطیری پیروزی) گرفته و شکلِ جایزه نیز از تندیس «نیکه ساموتراس» الهام گرفته شده‌است.
جایزه نیکا قدیمی‌ترین جایزه سینمایی روسیه است که در سال‌های پایانی «اتحاد جماهیر سوسیالیستی شوروی» توسط «اتحادیه فیلم‌سازان» ابداع شد. در آغاز کار، تمامی اعضای «اتحادیه فیلم‌سازان»، داوری این واقعهٔ سینمایی را برعهده داشتند. سپس در اوایل دههٔ ۹۰ میلادی، یک هیئت داوری ویژه متشکل از ۵۰۰ عضو فرهنگستان، کارِ قضاوت و اهدای جوایز را به محصولاتِ سینمایی (و نه تلویزیونی) ساخته‌شده در روسیه و کشورهای مستقل همسود، بر عهده گرفتند.
بعدها و در سال ۲۰۰۲ میلادی، به ابتکار نیکیتا میخالکوف، «جایزه عقاب طلایی» با الگوبرداری از «جایزه گلدن گلوب»، آغاز به‌کار کرد و به محصولات روسی «سینما» و «تلویزیون» اهدا شد.
مراسم اهدای جوایز نیکا هر سال بطور مستقیم از تلویزیون پخش می‌شود و بینندگان بی‌شماری را در روسیه و کشورهای مستقل همسود بخود جلب می‌کند.

## برندگان شوروی
- ۱۹۸۸

گرجستان تنگیز آبولادزه برنده بهترین کارگردانی برای توبه (فیلم ۱۹۸۷).
- ۱۹۸۹

روسیه Aleksandr Proshkin برنده بهترین فیلم The Cold Summer of 1953, اما دیگر برندگان این فیلم‌ها شامل فیلم‌هایی بودند که دهه‌ها قبل تولید شده و سانسور شوروی سرکوب شده‌اند. مثلا، آلفرد اشنیتکه بهترین موسیقی ساخته شده در ۱۹۶۷ Commissar, و آندری کونچالوفسکی برنده بهترین کارگردانی برای Asya Klyachina's Story, همچنین فیلمبرداری ۱۹۶۷.
- ۱۹۹۰

ارمنستان سرگئی پاراجانف برنده ۴ جایزه بهترین کارگردانی از جمله برای «عاشق غریب».
- ۱۹۹۱

اوکراین کیرا موراتووا برنده بهترین The Asthenic Syndrome, استانیسلاو گوواروخین برنده بهترین کارگردانی برای We Can't Live Like This. اینوکنتی اسمکتونفسکی برنده بهترین بازیگر مرد.
- ۱۹۹۲

الدار ریازانوف  برنده بهترین کارگردانی و بهترین فیلم. اولگ یانکوفسکی و اینا چوریکوفا بهترین بازیگر مرد و زن.

## برندگان روسیه
- ۱۹۹۳

پیوتر تاداروفسکی، برنده بهترین فیلم Encore, Once More Encore!. نیکیتا میخالکوف برنده بهترین کارگردانی برای نزدیک بهشت و میکائیل وارطانوف برنده بهترین فیلم مستند  آخرین بهار. Vadim Yusov برنده بهترین فیلمبرداری برای گیورگی دانلیا Pasport.
- ۱۹۹۴

ولادیمیر خوتیننکو برنده بهترین فیلم Makarov. Vadim Yusov برنده بهترین فیلمبرداری Ivan Dykhovichny Prorva.
- ۱۹۹۵

کیرا موراتووا جوایز بهترین فیلم و بهترین کارگردانی  Passions . برای دستاورد یک عمر فعالیت سرگئی گراسیموف widow, Tamara Makarova.
- ۱۹۹۶

Aleksandr Rogozhkin برنده بهترین فیلم و کارگردان کمدی برای Peculiarities of the National Hunt.
- ۱۹۹۷

سرگئی بودروف برنده بهترین فیلم و کارگردان برای Prisoner of the Mountains. برای دستاورد یک عمر فعالیت Georgy Zhzhonov.
- ۱۹۹۸

پاول چوخرای بهترین فیلم و کارگردانی برای دزد.
- ۱۹۹۹

آلکسی بالابانوف برنده بهترین فیلم Of Freaks and Men. اوتار یوسلیانی برنده بهترین کارگردانی Brigands-Chapter VII
- ۲۰۰۰

الکسی ژرمن برنده بهترین فیلم و کارگردانی Khrustalyov, My Car!.
میخائیل اولیانف بهترین بایگر مرد The Rifleman of the Voroshilov Regiment.
Valeriy Priyomykhov برنده بهترین فیلم‌نامه برای Who, If Not Us
- ۲۰۰۱

آلکسی اوچیتیل برنده بهترین فیلم برای His Wife's Diary. بختیار خدای‌نظرف برنده بهترین کارگردانی برای Luna Papa. برای دستاورد یک عمر فعالیت برای ویاچسلاو تیخونوف.
- ۲۰۰۲

الکساندر سوکوروف برنده بترین فیلم و بهترین کارگردانی Taurus. جایزه دستاورد یک عمر فعالیت برای آلکسی باتالوف.
- ۲۰۰۳

Aleksandr Rogozhkin برنده بترین فیلم و بهترین کارگردانی کوکو. اولگ یانکوفسکی بهترین بازیگر مرد.
- ۲۰۰۴

آندری زویاگینتسف برنده بهترین فیلم بازگشت. وادیم عبدراشیتوف بهترین کارگردانی، و Inna Churikova جایزه بهترین بازیگر زن. جایزه دستاورد یک عمر فعالیت برای Pyotr Todorovsky.
- ۲۰۰۵

Dmitry Meskhiev برنده بهترین فیلم برای Our Own, while کیرا موراتووا برنده بهترین کارگردانی برای The Tuner. بودان اشتوپکا برنده بهترین بازیگر مرد، و آلا دمیدوا برنده بهترین بازیگر زن. ادوارد آرتمیف برنده جایزه بهترین موسیقی. جایزه دستاورد یک عمر فعالیت برای Vadim Yusov و نونا ماردوکووا.
- ۲۰۰۶

فئودور بوندارچوک برنده بهترین فیلم برای ۹امین شرکت, الکسی الکسویچ گرمن برنده بهترین کارگردانی برای Garpastum. یوگنی میرونف و آلیسا فرایندلیش به عنوان بهترین بازیگر زن و بهترین بازیگر نقش اول مرد تقدیر شد، به‌ترتیب. مارلین خودسیف برای دستاورد یک عمر فعالیت.
- ۲۰۰۷

پاول لونگین برنده بهترین کارگردانی برای جزیره. Pyotr Mamonov و ویکتور سوخوروکوف جوایز بهترین بازیگر زن و بهترین بازیگر نقش مکمل زن. فیودور خیتروک جایزه دستاورد یک عمر فعالیت.
- ۲۰۰۸

سرگئی بودروف برنده بهترین فیلم و کارگردانی برای مغول. سرگئی گارماش برای بهترین بازیگر مرد Nikita Mikhalkov's ۱۲, و لئونید برنیوی بهترین بازیگر مکمل زن. جایزه دستاورد یک عمر فعالیت برای گیورگی دانلیا.
- ۲۰۰۹

والری تاداروفسکی برنده بهترین فیلم Hipsters. الکسی الکسویچ گرمن برنده بهترین کارگردانی برای Paper Soldier. جایزه دستاورد یک عمر فعالیت برای الکسی ژرمن.
- ۲۰۱۰

Andrei Khrzhanovsky برنده بهترین کارگردانی برای A Room and a Half. جایزه بهترین بازیگر زن Svetlana Kryuchkova برای Bury Me Behind the Baseboard, و جایزه بهترین بازیگر مرد ولادیمیر ایلین برای اتاق شماره شش و پس از مرگ توسط اولگ یانکوفسکی برای آنا کارنینا و Tsar.
- ۲۰۱۱

آلکسی اوچیتیل برنده بهترین فیلم برای The Edge. الکسی پوپگربسکی برنده بهترین کارگردانی برای How I Ended This Summer.
- ۲۰۱۲

Andrei Smirnov برنده بهترین فیلم Once Upon a Time There Lived a Simple Woman. آندری زویاگینتسف - بهترین کارگردانی برای النا.
- ۲۰۱۳

بهترین فیلم -- فاوست, کارگردانی توسط الکساندر سوکوروف
- ۲۰۱۴

بهترین فیلم
برنده:
The Geographer Drank His Globe Away, کارگردانی توسط Alexander Veledinsky
نامزدها:
Kiss!, کارگردانی توسط Zhora Krizovnicka
A Long and Happy Life, کارگردانی توسط بوریس خلبنیکوف
Metro, کارگردانی توسط Anton Megerdichev
ولگوگراد, کارگردانی توسط فئودور بوندارچوک
- ۲۰۱۵

بهترین فیلم -- Miliyy Khans, dorogoy Pyotr, کارگردان و تهیه‌کننده Aleksandr Mindadze
بهترین مستند -- Valentina Kropivnitskaya v poiskakh poteryannogo raya (In Search of a Lost Paradise), کارگردان اثر Evgeniy Tsymbal, تهیه‌کنندگی اثر Alexander Smoljanski
- ۲۰۱۷

بهترین فیلم -- Paradise, کارگردان و تهیه‌کننده Andrei Konchalovsky